# Grabin
Grabin [pronunciación en polaco: /ˈɡrabin/] (en alemán: Gräwenhagen) es un pueblo ubicado en el distrito administrativo de Gmina Nowogard, dentro del Condado de Goleniów, Voivodato de Pomerania Occidental, en el norte de Polonia occidental. Se encuentra aproximadamente a 12 kilómetros al noroeste de Nowogard, a 28 kilómetros al noreste de Goleniów, y a 49 kilómetros al noreste de la capital regional Szczecin.